# 广汇能源
广汇能源股份有限公司(上交所：600256)是广汇的子公司，1994年创建，总部位于新疆维吾尔自治区乌鲁木齐市。是一家能源公司，主要經營LNG項目。

2000年5月公司股票在上海证券交易所广汇集團高層尚繼強為集團董事局主席。
2015年9月廣匯能源、壳牌、中石油合作油气销售，订立天然气销售网络建设计划，并合作拓展甲醇终端销售业务。，更展開一系列併購活動，如2015年7月廣匯能源收購山東西能天然氣六成股權。。